# جيك إنغرام
جيك إنغرام (بالإنجليزية: Jake Ingram)‏ هو لاعب كرة قدم أمريكية أمريكي، ولد في 23 فبراير 1985 في ألباكركي في الولايات المتحدة.

## وصلات خارجية
- جيك إنغرام على موقع مرجع كرة القدم المحترفة.كوم (الإنجليزية)